# ルシアン・エマール

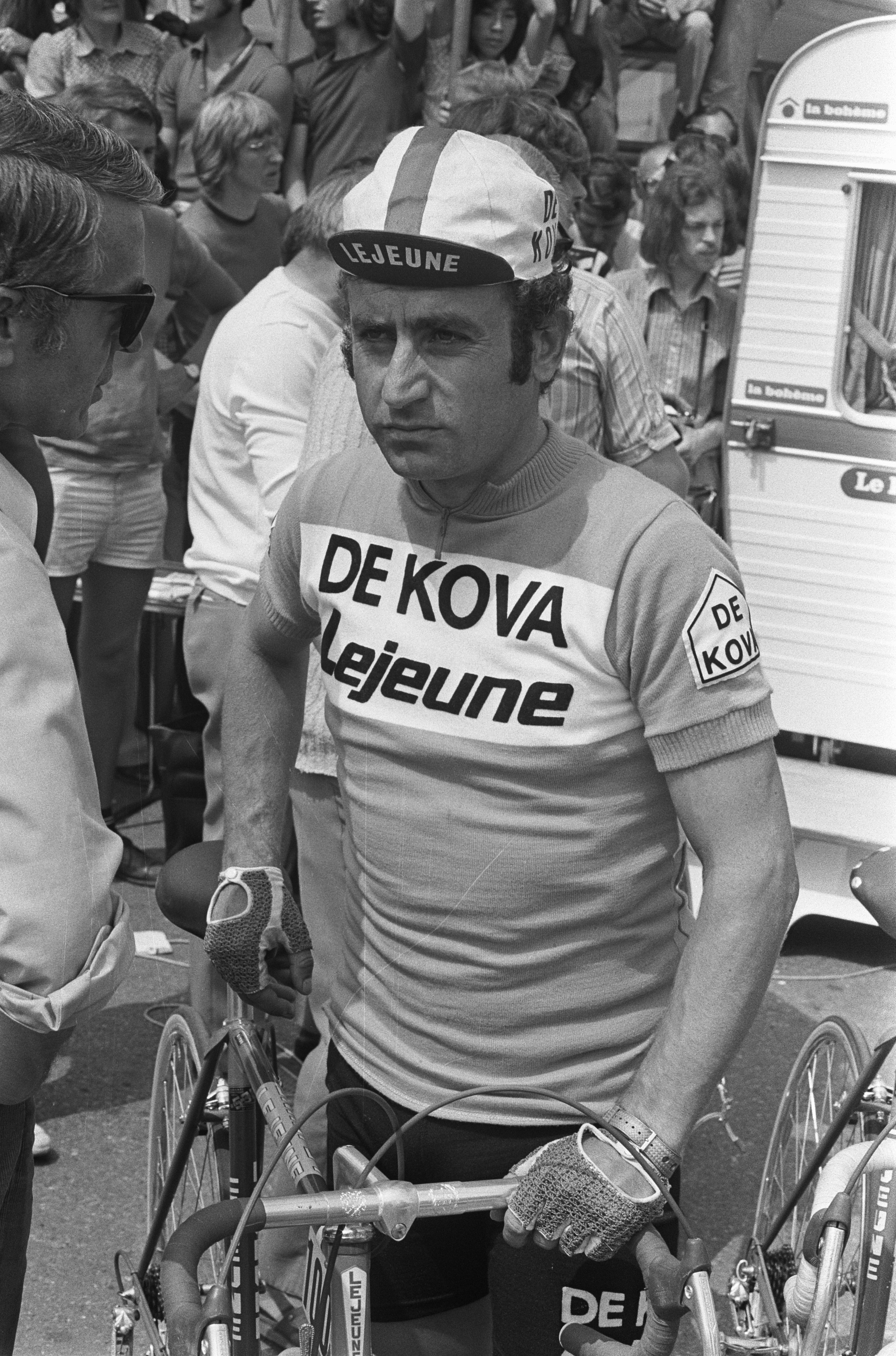
ルシアン・エマール

ルシアン・エマール（Lucien Aimar、1941年4月28日 - ）は、フランス・イエール出身の元自転車競技選手。リュシアン・エマールとも。

## 経歴
1963年にプロ入り。1969年までジャック・アンクティルとチームを共にし、主にアンクティルのアシストとして活躍した。プロ入り初年度の63年には、フランス国内選手権・個人ロードレースを制覇する。
1966年のツール・ド・フランスにおいて、本来エースであるべきはずのアンクティルをさしおいて、エマールがフォードチームのエースナンバーである1番のゼッケンを着用。アンクティルが第19ステージにおいて途中棄権する一方で、エマールは第17ステージにおいてヤン・ヤンセンからマイヨ・ジョーヌを奪取し、最後は2位ヤンセンに対して1分7秒という差ながらも押し切って総合優勝を飾った。
この他、ダンケルク4日間レースを1967年に制覇。また、フランス国内選手権においては、上記の63年の他、1968年にも制覇した。